# Fredrik Torsteinbø
Fredrik Torsteinbø (Stavanger, 13 marzo 1991) è un ex calciatore norvegese, di ruolo centrocampista.

## Carriera

### Club
Dopo aver giocato nelle giovanili dell'Hundvåg, Torsteinbø è stato ingaggiato dal Vidar. Ha fatto parte della squadra che ha conquistato la promozione in 2. divisjon al termine del campionato 2009. Nel 2010, ha contribuito al 10º posto finale della sua squadra.
In vista del 2011, Torsteinbø è stato tesserato dal Sandnes Ulf, compagine di 1. divisjon. Ha esordito con questa maglia il 3 aprile dello stesso anno, schierato titolare nella sconfitta interna per 0-1 contro il Bryne. Il 13 giugno successivo ha segnato la prima rete, nella vittoria per 4-2 sul Randaberg. In quella stagione, il Sandnes Ulf si è guadagnato la promozione in Eliteserien, con Torsteinbø che ha totalizzato complessivamente 31 presenze e 5 reti tra campionato e coppa.
Il 26 marzo 2012 ha così debuttato nella massima divisione locale, subentrando ad Andreas Ulland Andersen nel pareggio per 2-2 contro il Viking. Il 15 aprile ha segnato la prima rete in Eliteserien, nella sconfitta per 3-1 maturata sul campo del Tromsø. La squadra ha chiuso l'annata al 14º posto, dovendo così affrontare l'Ullensaker/Kisa per mantenere il proprio posto in massima divisione: il Sandnes Ulf ha avuto la meglio nel doppio confronto, conquistando così la salvezza. Torsteinbø ha disputato 32 partite in stagione, con 5 gol all'attivo.
È rimasto in forza al Sandnes Ulf per un'ulteriore stagione, in cui ha disputato 26 partite e messo a referto 4 reti. Ha contribuito ad una nuova salvezza del Sandnes Ulf, che stavolta ha chiuso l'annata al 13º posto. Torsteinbø si è congedato con 89 presenze e 14 reti tra tutte le competizioni.
Nel 2014, Torsteinbø si è trasferito in Svezia per giocare nell'Hammarby, in Superettan. Ha esordito con questa casacca il 4 marzo, in una sfida valida per la Svenska Cupen: è stato titolare nel pareggio a reti inviolate contro l'Ängelholm. Il 7 aprile ha disputato la prima partita di campionato, gara in cui ha segnato la rete che ha sancito la vittoria per 0-1 sul campo dell'Assyriska. L'Hammarby ha chiuso la stagione al 1º posto, guadagnandosi l'accesso in Allsvenskan, massima divisione del campionato svedese.
Torsteinbø ha allora debuttato nella massima divisione il 4 aprile 2015, sostituendo Linus Hallenius nella vittoria per 2-0 sull'Häcken. Il 20 luglio successivo, nella sfida di ritorno contro l'Häcken, ha segnato un gol nella gara, terminata 3-3: si è trattato del primo in Allsvenskan. Torsteinbø ha totalizzato 23 presenze e 5 reti tra campionato e coppa.
Il 15 giugno 2016 ha rinnovato il contratto che lo legava all'Hammarby fino al 31 dicembre 2018.
Il 10 luglio 2017, il Viking ha reso noto d'aver ingaggiato Torsteinbø, che ha firmato un contratto valido fino al 31 dicembre 2020: il trasferimento sarebbe stato ratificato a partire dal 20 luglio, data di riapertura del calciomercato locale. Ha esordito con questa casacca il 6 agosto, schierato titolare nel pareggio casalingo per 2-2 contro il Lillestrøm. Il 5 novembre ha trovato il primo gol, nel 2-1 inflitto al Sarpsborg 08. Il Viking è retrocesso in 1. divisjon al termine di quella stessa stagione.
L'11 gennaio 2023, Torsteinbø ha fatto ritorno al Sandnes Ulf, firmando un accordo biennale.

### Nazionale
Torsteinbø ha rappresentato la Norvegia a livello Under-23. Il 5 agosto 2013, infatti, è stato convocato per la prima volta dal commissario tecnico Knut Tørum per a finale dell'International Challenge Trophy Cup, manifestazione amichevole in cui la Norvegia avrebbe affrontato la Turchia. Il 14 agosto ha così effettuato il proprio esordio, sostituendo Ola Kamara nella sconfitta per 0-1 contro la formazione turca, maturata nei tempi supplementari.

## Statistiche

### Presenze e reti nei club
Statistiche aggiornate all'11 gennaio 2023.
| Stagione           | Club               | Campionato         | Campionato | Campionato | Coppe nazionali | Coppe nazionali | Coppe nazionali | Coppe continentali | Coppe continentali | Coppe continentali | Supercoppe | Supercoppe | Supercoppe | Totale | Totale |
| Stagione           | Club               | Comp               | Pres       | Reti       | Comp            | Pres            | Reti            | Comp               | Pres               | Reti               | Comp       | Pres       | Reti       | Pres   | Reti   |
| ------------------ | ------------------ | ------------------ | ---------- | ---------- | --------------- | --------------- | --------------- | ------------------ | ------------------ | ------------------ | ---------- | ---------- | ---------- | ------ | ------ |
| 2009               | Vidar              | 3D                 | ?          | ?          | CN              | ?               | ?               | -                  | -                  | -                  | -          | -          | -          | ?      | ?      |
| 2010               | Vidar              | 2D                 | ?          | ?          | CN              | ?               | ?               | -                  | -                  | -                  | -          | -          | -          | ?      | ?      |
| Totale Vidar       | Totale Vidar       | Totale Vidar       | ?          | ?          |                 | ?               | ?               |                    | -                  | -                  |            | -          | -          | ?      | ?      |
| 2011               | Sandnes Ulf        | 1D                 | 28         | 5          | CN              | 3               | 0               | -                  | -                  | -                  | -          | -          | -          | 31     | 5      |
| 2012               | Sandnes Ulf        | ES                 | 29+2       | 5+0        | CN              | 1               | 0               | -                  | -                  | -                  | -          | -          | -          | 32     | 5      |
| 2013               | Sandnes Ulf        | ES                 | 24         | 4          | CN              | 2               | 0               | -                  | -                  | -                  | -          | -          | -          | 26     | 4      |
| 2014               | Hammarby           | S                  | 22         | 5          | CS              | 3               | 0               | -                  | -                  | -                  | -          | -          | -          | 25     | 5      |
| 2015               | Hammarby           | A                  | 21         | 5          | CS              | 2               | 0               | -                  | -                  | -                  | -          | -          | -          | 23     | 5      |
| 2016               | Hammarby           | A                  | 22         | 0          | CS              | 6               | 0               | -                  | -                  | -                  | -          | -          | -          | 28     | 0      |
| gen.-lug. 2017     | Hammarby           | A                  | 10         | 2          | CS              | 2               | 0               | -                  | -                  | -                  | -          | -          | -          | 12     | 2      |
| Totale Hammarby    | Totale Hammarby    | Totale Hammarby    | 75         | 12         |                 | 13              | 0               |                    | -                  | -                  |            | -          | -          | 88     | 12     |
| lug.-dic. 2017     | Viking             | ES                 | 10         | 1          | CN              | -               | -               | -                  | -                  | -                  | -          | -          | -          | 0      | 0      |
| 2018               | Viking             | 1D                 | 25         | 4          | CN              | 2               | 0               | -                  | -                  | -                  | -          | -          | -          | 27     | 4      |
| 2019               | Viking             | ES                 | 23         | 5          | CN              | 7               | 1               | -                  | -                  | -                  | -          | -          | -          | 30     | 6      |
| 2020               | Viking             | ES                 | 30         | 4          | -               | -               | -               | UEL                | 1                  | 0                  | -          | -          | -          | 31     | 4      |
| 2021               | Viking             | ES                 | 10         | 0          | CN              | 0               | 0               | -                  | -                  | -                  | -          | -          | -          | 10     | 0      |
| 2022               | Viking             | ES                 | 14         | 0          | CN              | 1               | 0               | -                  | -                  | -                  | -          | -          | -          | 15     | 0      |
| Totale Viking      | Totale Viking      | Totale Viking      | 112        | 14         |                 | 10              | 1               |                    | 1                  | 0                  |            | -          | -          | 123    | 15     |
| 2023               | Sandnes Ulf        | 1D                 | 13         | 0          | CN              | 1               | 0               | -                  | -                  | -                  | -          | -          | -          | 14     | 0      |
| Totale Sandnes Ulf | Totale Sandnes Ulf | Totale Sandnes Ulf | 94+2       | 14+0       |                 | 7               | 0               |                    | -                  | -                  |            | -          | -          | 103    | 14     |
| Totale             | Totale             | Totale             | 285+2+     | 40+0+      |                 | 30+             | 1+              |                    | 1                  | 0                  |            | -          | -          | 318+   | 41+    |

## Palmarès

### Club

#### Competizioni nazionali
- Coppa di Norvegia: 1

Viking: 2019
- 1. divisjon: 1

Viking: 2018